# Fitoterapia china

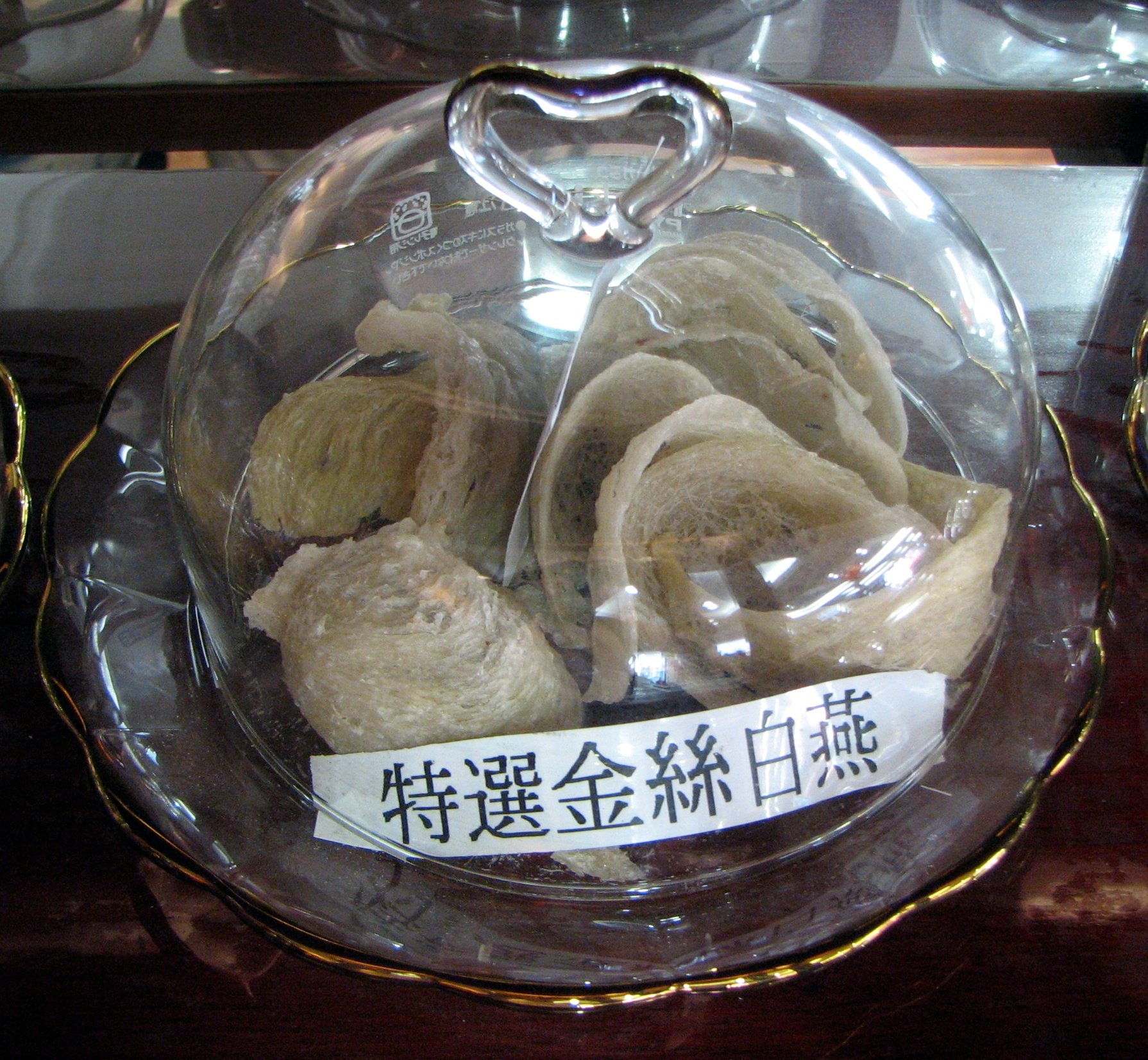
Nidos de golondrinas en venta en lonja de productos para medicina tradicional china.

La fitoterapia china (中药) es una de las modalidades de tratamiento adoptadas por la medicina china tradicional. A pesar de que el término chino será entendido en general como fitoterapia o medicina herbal, en esta forma de tratamiento también se utilizan ingredientes de origen animal o mineral en la elaboración de sus fórmulas. Los diversos ingredientes que componen cada receta indicada por un terapeuta de medicina tradicional china que utiliza este método, son combinados con el objetivo teórico de maximizar sus efectos beneficiosos y minimizar los posibles efectos secundarios.[cita requerida] Actualmente se encuentran en las farmacias de medicina tradicional china, remedios que combinan los ingredientes de cada fórmula, y existen medicamentos producidos en la propia China que combinan las recetas para los problemas más comunes y las ofrecen como píldoras.
La eficacia de la fitoterapia china carece de documentación suficiente y algunos de sus productos pueden ser peligrosos. Es bien conocida la potencial toxicidad de muchos de los productos empleados, por lo que está restringido el uso de algunas hierbas, a la espera de desarrollar métodos de procesamiento específicos para modificar sus actividades, toxicidad y otras problemáticas.
Está extendida la falsa creencia de que los productos a base de plantas son inocuos e incluso ventajosos por su supuesto carácter "natural". Esta falsa percepción se basa en la tradición de su uso en lugar de en estudios sistemáticos que evalúen su seguridad, que por lo general no existen. Sin estos estudios, únicamente pueden ser detectados aquellos riesgos evidentes, muy frecuentes y de ocurrencia inmediata. Como cualquier medicamento, las plantas pueden provocar reacciones adversas, intoxicación por sobredosis o interacciones perniciosas con otras sustancias.
Muchas de las reacciones adversas derivadas del uso de los productos de la medicina tradicional china se deben al mal uso y al abuso de los mismos. En general, existen problemas de estandarización de principios activos en los preparados de plantas medicinales. Un problema especialmente grave en las hierbas procedentes de la medicina tradicional china es la adulteración con fármacos en los productos medicinales, con la adición de sustancias como cafeína, paracetamol, indometacina, hidroclorotiazida, prednisolona, antiinflamatorios no esteroideos y benzodiazepinas. El mayor problema de adulteración se detecta en los productos destinados a la pérdida de peso o la disfunción eréctil.
No obstante, la medicina china parece ser relativamente segura si se comparan los escasos informes de reacciones adversas con los informes generales de los medicamentos.

## Historia
Las hierbas chinas se han utilizado durante siglos. El primer herborista en la tradición china es Shennong, un personaje mítico, del que se dice que había probado centenares de hierbas y de haber impartido sus conocimientos de las plantas medicinales y venenosas a las gentes campesinas. El primer manual chino en la farmacología, Shennong Bencao Jing (obra clásica del emperador de Shennong de Materia Médica), en el que se listan unas 365 medicinas de las cuales 252 de ellas son hierbas, y las fechas nos señalan tan hacia atrás como en alguna parte del siglo I antes de Cristo dinastía Han. La literatura anterior incluyó listas de las prescripciones para las dolencias específicas, ejemplificadas por un manuscrito "recetas para 52 dolencias", encontrado en la tumba de MaWangDui, sellada en el 168 a. C.
Las generaciones siguientes aumentaron esta obra, como el Yaoxing Lun (药性论; también deletreado Yao Xing Lun; literalmente "Tratado sobre la Naturaleza de las Hierbas Medicinales"), un tratado chino de hierbas medicinales de la Dinastía Tang del siglo VII.
Sin embargo el más importante de todos estos fue el Compendium en materia médica (Bencao Gangmu) compilado durante la Dinastía Ming por Li Shizhen, que actualmente se usa aún para consultas y como referencia. 
La historia de estos escritos se encuentra en la obra de Paul U. Unschuld, "Medicine in China: a History of Pharmaceutics"; Univ. of Calif. Press, 1986.
En 2015 se concedió el Premio Nobel de Fisiología o Medicina en 2015 a la doctora y química china Tu Youyou por sus aplicaciones en el tratamiento de la malaria, partiendo de fórmulas magistrales de medicina tradicional, culminó con el descubrimiento de la artemisinina. De más de 2000 tratamientos tradicionales de la medicina china, solo la artemisinina probó ser eficaz y segura.

## Descripción
La fitoterapia es tradicionalmente una de las modalidades más importantes utilizadas dentro de la medicina tradicional china (MTC). Cada prescripción herbaria de la medicina es un cóctel de muchas hierbas adaptadas al individuo (paciente). Una hornada de hierbas es típicamente utilizada unas dos veces en el transcurso de una hora. El médico diseña generalmente un remedio usando uno o dos ingredientes principales que actúen sobre la enfermedad. Entonces el médico agrega otros muchos ingredientes más, para ajustar la fórmula a las condiciones del yin/yang del paciente.
A veces, es necesario neutralizar la toxicidad de los ingredientes principales o sus efectos secundarios. Algunas hierbas requieren el uso de otros ingredientes como catalizador o bien la elaboración de un medicamento resulta ineficaz. Los últimos pasos requieren de una gran experiencia y conocimientos, y marca la diferencia entre un buen doctor herbario chino y un aficionado. A diferencia de la medicación occidental, en la MTC, el equilibrio y la interacción de todos los ingredientes se consideran más importante que el efecto de los ingredientes individuales. Una llave al éxito en MTC es el tratamiento de cada paciente como individuo. Véase también: individualismo. 
La fitoterapia china incorpora a menudo los ingredientes de todas las partes de las plantas, de la hoja, de los vástagos, de la flor, la raíz, y también de ingredientes animales y minerales. El uso de partes de especies en peligro de extinción (por ejemplo caballitos de mar, cuernos de rinoceronte, y los huesos de tigre) ha creado polémica y ha dado lugar a un mercado negro, alimentado por los cazadores furtivos que buscan animales protegidos. Muchos fabricantes de estos remedios han continuado el uso de cualquier parte de los animales en peligro de extinción.

## Categorización de las hierbas chinas

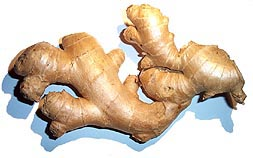
El jengibre es consumido en China tanto como un alimento como un medicamento.

Los médicos chinos emplean diversos métodos para clasificar las hierbas tradicionales chinas:
- Las cuatro naturalezas
- Los cinco sabores (五味)
- Los Meridianos (归经)

El antiguo médico chino (de la Dinastía Han a la Dinastía Tang) Ben Cao (Materia Medicae) inició este método con una categorización de tres niveles: 
- Nivel inferior -- acción drástica, incluye sustancias que pueden ser tóxicas conforme a la dosificación.
- Nivel medio -- efectos medicinales sobre el cuerpo.
- Nivel superior -- mejoran la salud y el espíritu.

Durante la era neo-Confucian de Song-Jin-Yuan (de los siglos X al XII), el marco teórico de la teoría de la acupuntura (que estaba arraigada en la teoría confuciana de Han) fue aplicado formalmente a la clasificación herbaria (que era más anterior el dominio de la ciencia natural del Daoismo). En detalle, la alineación con las cinco fases (gusto) y los 12 canales (teoría de los meridianos) fueron utilizados aún después de este período.

### Las cuatro naturalezas
Esto pertenece al grado de yin y yang, extendiéndose de frío (yin extremo), de fresco, de neutro para calentarse y caliente (yang extremo). El equilibrio interno del paciente del yin y del yang considerado cuando se seleccionan las hierbas. Por ejemplo, las hierbas medicinales de "caliente", naturaleza del yang se utilizan cuando la persona está sufriendo del frío interno que requiere para ser purgado, o cuando el paciente tiene una constitución fría general. A veces se agrega un ingrediente para compensar el efecto extremo de una propiedad de la hierba.

### Los cinco sabores
Los cinco sabores son acre, dulce, amargo, ácido y salado, cada uno de los cuales con sus funciones y características. Por ejemplo, las hierbas acres se utilizan para generar el sudor y para dirigir y vitalizar al  qi y a la sangre. Las hierbas dulces tonifican o armonizan a menudo sistemas corporales. Algunas hierbas dulces también exhiben un gusto suave, que ayudan a drenar la humedad a través de la diuresis. El gusto ácido es astringente o consolida, mientras que el gusto amargo disipa calor, purga los intestinos y consigue librarlos de humedad secándolos hacia fuera. El gusto salado ablanda masas duras así como la purgación y abre los intestinos.

### Los Meridianos
Los meridianos se refieren sobre los cuales los órganos la hierba actúan. Por ejemplo, el mentol es acre, y fresco, y se liga a los pulmones y al hígado. Puesto que los pulmones son el órgano que protege el cuerpo contra la invasión del frío y de la gripe, el mentol puede ayudar a purgar frialdad en los pulmones y las toxinas calientes invasoras causados por el "viento caliente".

## Medicinas patentadas chinas
Medicinas patentadas chinas (chino: 中成藥, chino simplificado: 中成药, pinyin: zhōng chéng yào) es una variedad de la medicina tradicional china. Son fórmulas herbales estandarizadas. Se secan y se muelen varias hierbas y otros ingredientes. Después se mezclan en un polvo y se presentan como píldoras. El envase de presentación presenta una etiqueta tradicionalmente de color miel. Son unas características píldoras negras pequeñas y redondas.
Los específicos chinos son fáciles y convenientes. No son fáciles de modificar para requisitos particulares sobre una base de paciente por paciente, sin embargo. Se utilizan lo mejor posible cuando la condición de un paciente no es severa y la medicina se puede tomar como tratamiento a largo plazo. 
Dos de los específicos más populares son Yin Qiao Jiedu Pian (Forsythia suspensa, madreselva y  schizonepeta) y Gan Mao Ling.
Estos medicamentos no están "patentados" en el sentido tradicional de la palabra. Nadie tiene lo derechos exclusivos de la fórmula. En su lugar, la "patente" se refiere a la estandardización de la fórmula. Todos los específicos chinos del mismo nombre tendrán las mismas proporciones de ingredientes.

## 50 hierbas fundamentales
En la Fitoterapia China, hay 50 "hierbas fundamentales", en las que se incluyen:
1. Agastache rugosa - huòxiāng (藿香)
2. Alangium chinense - bā jiǎo fēng (八角枫)
3. Anemone chinensis o Pulsatilla chinensis - bái tóu weng (白头翁)
4. Anisodus tanguticus - shān làngdàng (山莨菪)
5. Ardisia japonica - zǐjīn niú (紫金牛)
6. Aster tataricus - zǐwǎn (紫菀)
7. Astragalus membranaceus - huángqí (黄芪) o běiqí (北芪)
8. Camellia sinensis - chá shù (茶树) o chá yè (茶叶)
9. Cannabis sativa - dà má (大麻)
10. Carthamus tinctorius - hóng huā (红花)
11. Cinnamomum cassia - ròu gùi (肉桂)
12. Cissampelos pareira - xí shēng téng (锡生藤) o (亞乎奴)
13. Coptis chinensis - duǎn è huánglián (短萼黄连)
14. Corydalis ambigua - yán hú suǒ (延胡索)
15. Croton tiglium - bā dòu (巴豆)
16. Daphne genkwa - yuánhuā (芫花)
17. Datura metel - yáng jīn huā (洋金花)
18. Datura tatula - zǐ huā màn tuó luó (紫花曼陀萝)
19. Dendrobium nobile - shí hú (石斛) o shí hú lán (石斛兰)
20. Dichroa febrifuga - chángshān (常山)
21. Ephedra sinica - cǎo má huáng (草麻黄)
22. Eucommia ulmoides - dùzhòng (杜仲)
23. Euphorbia pekinensis - dàjǐ (大戟)
24. Flueggea suffruticosa (originalmente Securinega suffruticosa) - yī yè qiū (一叶秋)
25. Forsythia suspensa - liánqiào (连翘)
26. Gentiana loureiroi - dì dīng (地丁)
27. Gleditsia sinensis - zào jiá (皂荚)
28. Glycyrrhiza uralensis - gāncǎo (甘草)
29. Hydnocarpus anthelmintica (syn. H. anthelminthicus) - dà fēng zǐ (大风子)
30. Ilex purpurea - dōngqīng (冬青)
31. Leonurus japonicus - yìmǔcǎo (益母草)
32. Ligusticum wallichii - chuānxiōng (川芎)
33. Lobelia chinensis - bàn biān lián (半边莲)
34. Phellodendron amurense - huáng bǎi (黄柏)
35. Platycladus orientalis (originalmente Thuja orientalis) - cèbǎi (侧柏)
36. Pseudolarix amabilis - jīn qián sōng (金钱松)
37. Psilopeganum sinense - shān má huáng (山麻黄)
38. Pueraria lobata - gé gēn (葛根)
39. Rauwolfia serpentina - (從蛇根木) or (印度蛇木)
40. Rehmannia glutinosa - dìhuáng (地黄) o gān dìhuáng (干地黄)
41. Rheum officinale - yào yòng dà huáng (药用大黄)
42. Rhododendron tsinghaiense - Qīnghǎi dùjuān (青海杜鹃)
43. Saussurea costus - yún mù xiāng (云木香)
44. Schisandra chinensis - wǔ wèi zi (五味子)
45. Scutellaria baicalensis - huángqín (黄芩)
46. Stemona tuberosa - bǎi bù (百部)
47. Stephania tetrandra - fáng jǐ (防己)
48. Styphnolobium japonicum (antes Sophora japonica) - huái (槐), huái shù (槐树), o huái huā (槐花)
49. Trichosanthes kirilowii - guālóu (栝楼)
50. Wikstroemia indica - liǎo gē wáng (了哥王)

## Riesgos para la salud
El consumo de plantas medicinales ha ido en aumento en los últimos años en todo el mundo y es frecuente su empleo en combinación con medicamentos prescritos por los médicos. Está extendida la falsa creencia de que los productos a base de plantas son inocuos e incluso ventajosos por su supuesto carácter "natural", un razonamiento poco compatible con el hecho de que su efecto terapéutico se deba a su contenido en principios activos con actividad farmacológica. Esta falsa percepción se basa en la tradición de su uso en lugar de en estudios sistemáticos que evalúen su seguridad, que por lo general no existen. Sin estos estudios, únicamente pueden ser detectados aquellos riesgos evidentes,  muy frecuentes y de ocurrencia inmediata. Tóxicos y venenos, como pueden ser la cicuta, el cianuro, las toxinas de las setas venenosas y el veneno de escorpión, son productos tan naturales como la miel de abeja.
Como cualquier medicamento, las plantas pueden provocar reacciones adversas, intoxicación por sobredosis o interacciones perniciosas con otras sustancias. Se han descrito interacciones de relevancia clínica entre plantas y medicamentos, por lo que resulta imprescindible comunicar al médico el consumo de preparados naturales. Asimismo, se han notificado en los productos a base de plantas medicinales problemas de confusión entre unas plantas y otras, además de contaminación con pesticidas, metales pesados y medicamentos. Es necesario el mismo control médico estricto con las plantas medicinales que con los medicamentos de síntesis.
En muchos países occidentales, como España, la producción, la autorización, el registro, la distribución y la dispensación de productos de origen vegetal, está regulada bien a través de la legislación alimentaria o de la de medicamentos tradicionales a base de plantas. No obstante, existen problemas de estandarización de principios activos en los preparados de plantas medicinales. Incluso cuando se intenta asegurar un contenido mínimo o máximo de determinada sustancia activa, no se sabe en qué proporción esa sustancia u otras contenidas en la planta son las responsables de los efectos. Asimismo, se han notificado en los productos a base de plantas medicinales problemas de confusión entre unas plantas y otras, además de contaminación con pesticidas, metales pesados y medicamentos.
La adulteración con fármacos en las hierbas medicinales es un problema especialmente grave en las hierbas procedentes de la medicina tradicional china. De 2.609 muestras de medicinas chinas recogidas desde ocho hospitales en Taiwán, el 23,7% contenía fármacos, principalmente cafeína, paracetamol, indometacina, hidroclorotiazida, prednisolona, antiinflamatorios no esteroideos y benzodiazepinas. Por su gran distribución fuera de Asia, destacan la hierba del milagro, Tung Shueh, y Chuifong Toukuwan. En esta última se ha detectado una amplia variedad de fármacos, tales como corticosteroides,  diclofenaco, fenilbutazona, indometacina, clordiazepóxido, hidroclorotiazida, diazepam, ácido mefenámico y dexametasona.
Existe una gran dificultad para ajustar la dosis correcta de los productos a base de plantas puesto que la gran variabilidad de contenido en principio activo (lo cual no es posible controlar) se repite con múltiples principios activos. Estas diferencias son debidas a la variabilidad inherente en el crecimiento de las plantas, su recolección, procesamiento y demás manipulaciones. Pese a ello, con la dificultad e incertidumbre que este hecho implica en su correcta dosificación, muchas personas prefieren el uso de estos productos "naturales" en lugar de la especialidad farmacéutica con el principio activo.
En algunos países de la Unión Europea, las técnicas de la medicina alternativa, como la fitoterapia, son aplicadas principalmente por médicos, mientras que en otros, fundamentalmente los nórdicos, se autoriza a hacerlo a no médicos. En Estados Unidos, solo se permite a médicos con autorización; no cumplir este requisito constituye un delito. En general, se proporciona formación sobre terapias naturales en todos los países, pero su grado de oficialidad varía mucho: unos tienen especialidades para médicos o programas postgrado en la Universidad (Alemania, Italia) y en otros la formación se realiza en institutos privados o escuelas (Suecia, Canadá). En otros, como es el caso de España, no se ha desarrollado ninguna titulación de formación profesional ni cualificación profesional en la familia profesional de Sanidad, pese a lo cual universidades, centros privados, sociedades, etc. facilitan formación para profesionales sanitarios y no sanitarios. A esto se suma el escaso conocimiento que sobre este tema tienen los profesionales sanitarios titulados, responsables de la atención del paciente. Por lo general, el empleo de plantas medicinales no se refleja en las historias clínicas de los pacientes, a pesar de consumirse incluso durante ingresos hospitalarios.
En 2012, la Autoridad Europea de Seguridad Alimentaria (EFSA, por sus siglas en inglés) publicó un compendio de especies vegetales que contienen sustancias de posible riesgo o preocupación para la salud humana cuando son utilizadas en alimentos o complementos alimenticios, que actualiza un listado previo de abril de 2009.